# کمال‌آباد شهابیه

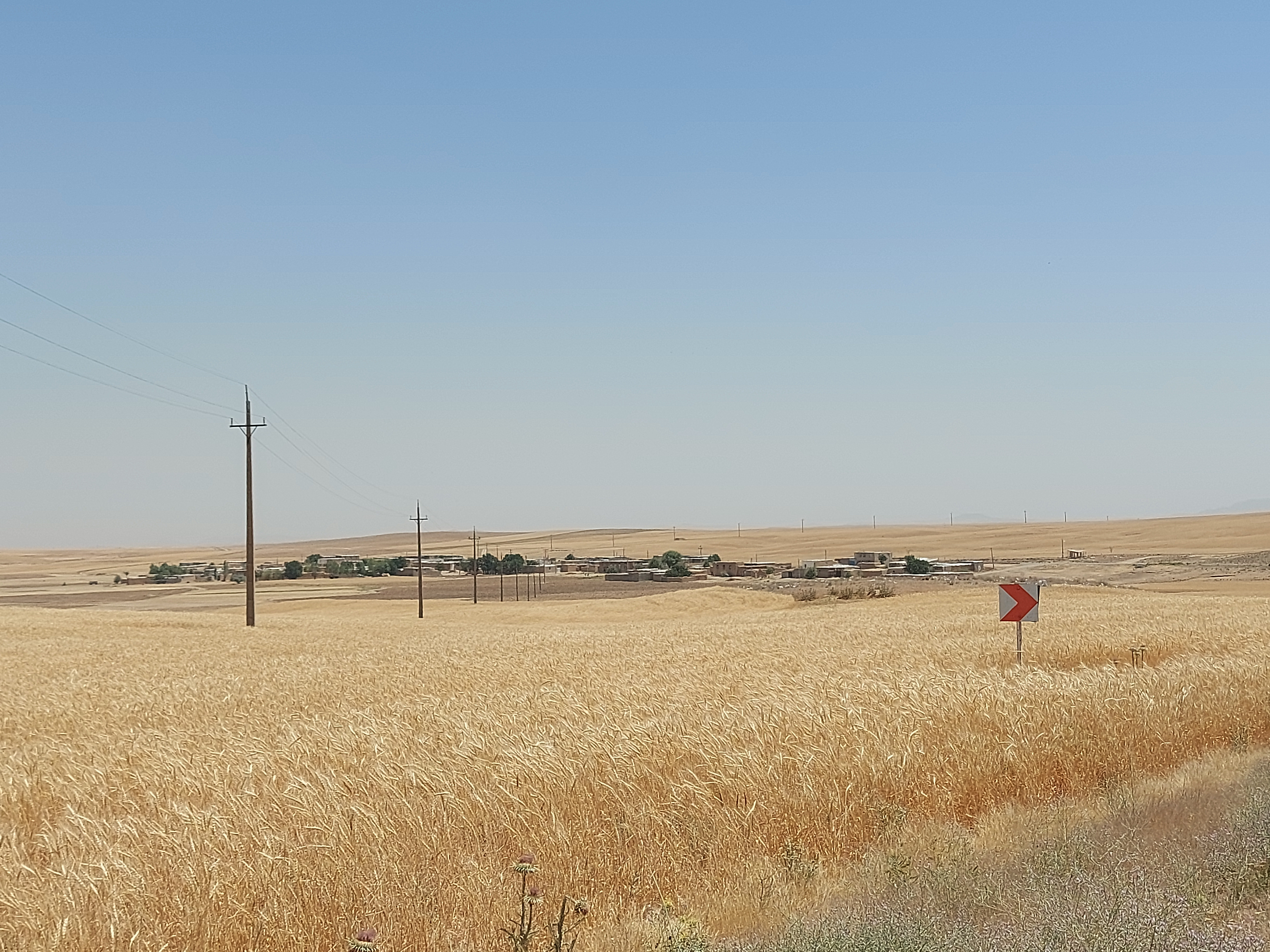
روستای کمال‌آباد شهابیه

کمال‌آباد شهابیه، روستایی از توابع بخش سریش‌آباد شهرستان قروه در استان کردستان ایران است.

## جمعیت
این روستا در دهستان یالغوزآغاج قرار دارد و براساس سرشماری مرکز آمار ایران در سال ۱۳۹۵، جمعیت آن ۱۰۰ نفر (۳۸خانوار) بوده‌است.